# Avenida de la Constitución (Santa Cruz de Tenerife)
La Avenida de La Constitución de la ciudad de Santa Cruz de Tenerife (Canarias, España) es la principal vía de entrada a la ciudad por la zona sur. 
Está rodeada por el Auditorio de Tenerife (al este), las Torres de Santa Cruz (al oeste), el Centro Internacional de Ferias y Congresos de Tenerife (al suroeste) y el Parque Marítimo César Manrique (al sureste). Por la zona sur se conecta con la Autopista del Sur de Tenerife, y por el norte con la Avenida Francisco La Roche, más popularmente conocida como Avenida de Anaga.